# Sant'Agnese in Agone
Sant'Agnese in Agone is een kerk te Rome gelegen aan de Piazza Navona op de plaats waar de heilige Agnes de marteldood stierf. Ze werd ontworpen door Rainaldi en Borrimini. De bouw ervan begon in 1652.

## Naam

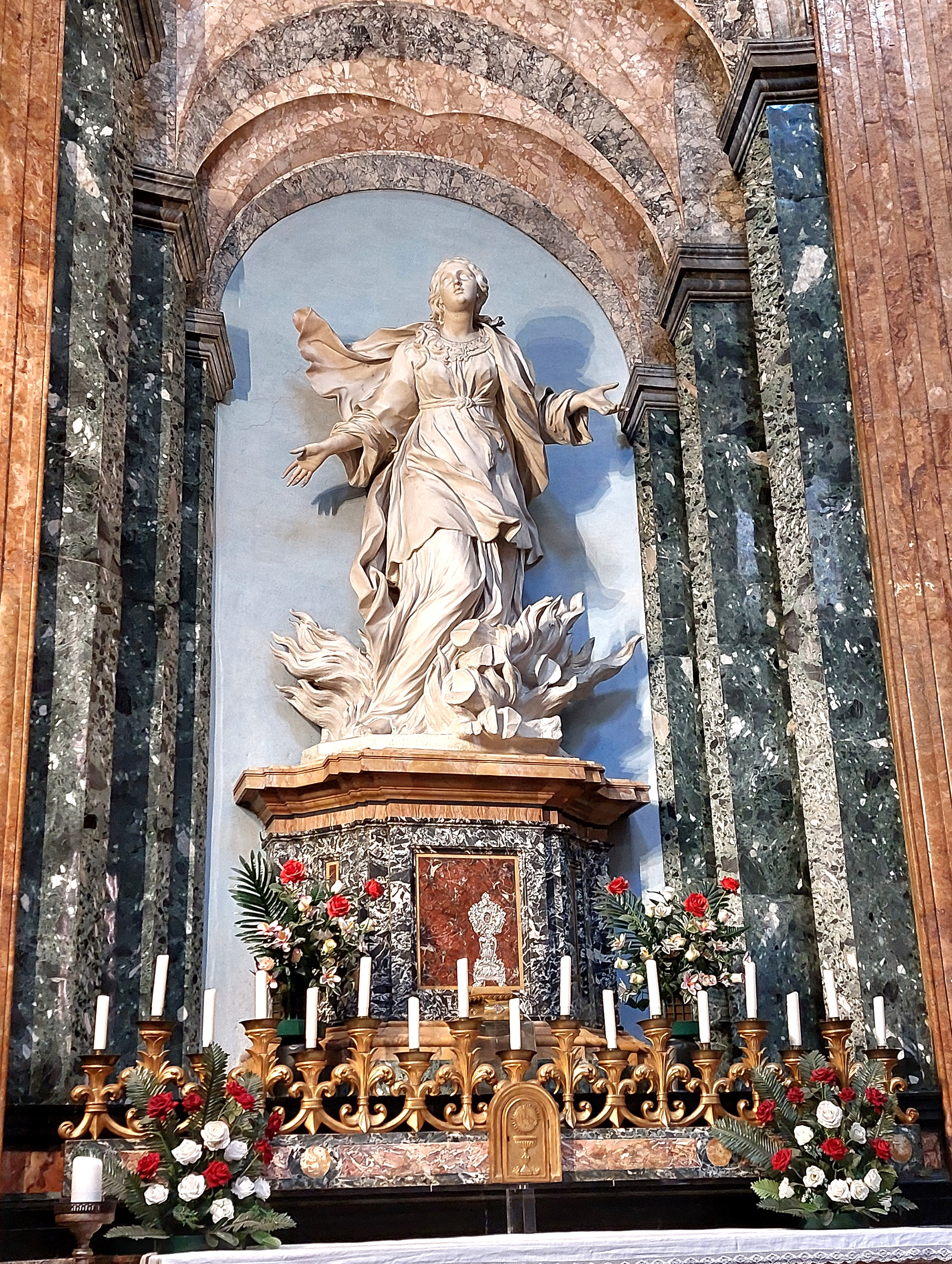
Altaar van Sant'Agnese.

Agone is afgeleid van “Circus Agonalis”, wat de Latijnse benaming is voor het stadion dat keizer Domitianus (81-94 n.C.) hier had aangelegd voor de sportwedstrijden (Ludi Agonales) en waarvan de vorm is bewaard in het huidige plein. Een zware verbastering van dat (eigenlijk Griekse) woord ἀγών resulteerde in de naam van het plein: Piazza Navona. In de naam van de kerk is de Latijnse naam van het stadion nog duidelijk herkenbaar.
Agnes was helemaal niet gebruikelijk als voornaam in het Latijn. Hij is gebaseerd op de vrouwelijke vorm van het Griekse woord hagnos, “zuiver”. In het Latijn werd dan wel het verband gelegd met het woord agnus, “lam”, het dier dat symbool staat voor zuiverheid en onschuld. Vandaar dat de heilige Agnes op afbeeldingen vaak vergezeld is door een lammetje.

## Geschiedenis
Reeds eerder werd de heilige vereerd op de plaats waar zij zou gedood zijn. In de bogen die de buitenmuur van het Stadion van Domitianus ondersteunden, was een oratorium opgericht; dit zou reeds in de 7de of 8ste eeuw vermeld zijn. Dat oratorium werd in 1123 door paus Callixtus II omgevormd tot een kleine basiliek, en die basiliek werd in 1651 afgebroken om plaats te maken voor de huidige kerk.
De eerste ontwerpen ervan werden in 1652 gemaakt door Girolamo Rainaldi in opdracht van paus Innocentius X, geboren als Giovanni Battista Pamphilj. Kort voordien had deze paus op dezelfde Piazza Navona reeds zijn familiepalazzo laten bouwen (Palazzo Pamphilj, links van de kerk) en de Fontana dei Quattro Fiumi laten oprichten. Reeds in 1653 schoof de paus Girolamo Rainaldi opzij als architect om in zijn plaats Francesco Borromini aan te stellen. Na de dood van Innocentius X in 1655 verving diens opvolger paus Urbanus VIII Borromini dan weer door Carlo Rainaldi, zoon van Girolamo. Gian Lorenzo Bernini werkte mee aan de afwerking van het interieur en Giuseppe Maratta ontwierp de trappartij aan de voorgevel.

## Bouwstijl
De bouwstijl van de kerk is overduidelijk barok. Doordat zowel het gebouw als de decoratie van het interieur in relatief korte tijd werden gerealiseerd, nl. van 1652 tot 1688, biedt deze kerk een zeer homogeen geheel; enkel het hoofdaltaar dateert van een halve eeuw later.
De kenmerken van de barokkunst zijn beweging, contrast, theatrale effecten en integratie. Deze stijlkenmerken doen een beroep op het gevoel, terwijl de kunst uit de renaissance meer een beroep deed op het verstand. De stijlkenmerken van de barok vinden we op verschillende manieren terug in deze kerk.

## Beschrijving

### Exterieur
De ingang wijkt met een boog achteruit. De koepel en torens hebben een ovaal als grondvorm, een van de populairste vormen in de barok, en steken een flink eind omhoog. Al deze kenmerken van de kerk wijzen op een beweeglijkheid in de architectuur, typisch voor de barok.

### Interieur

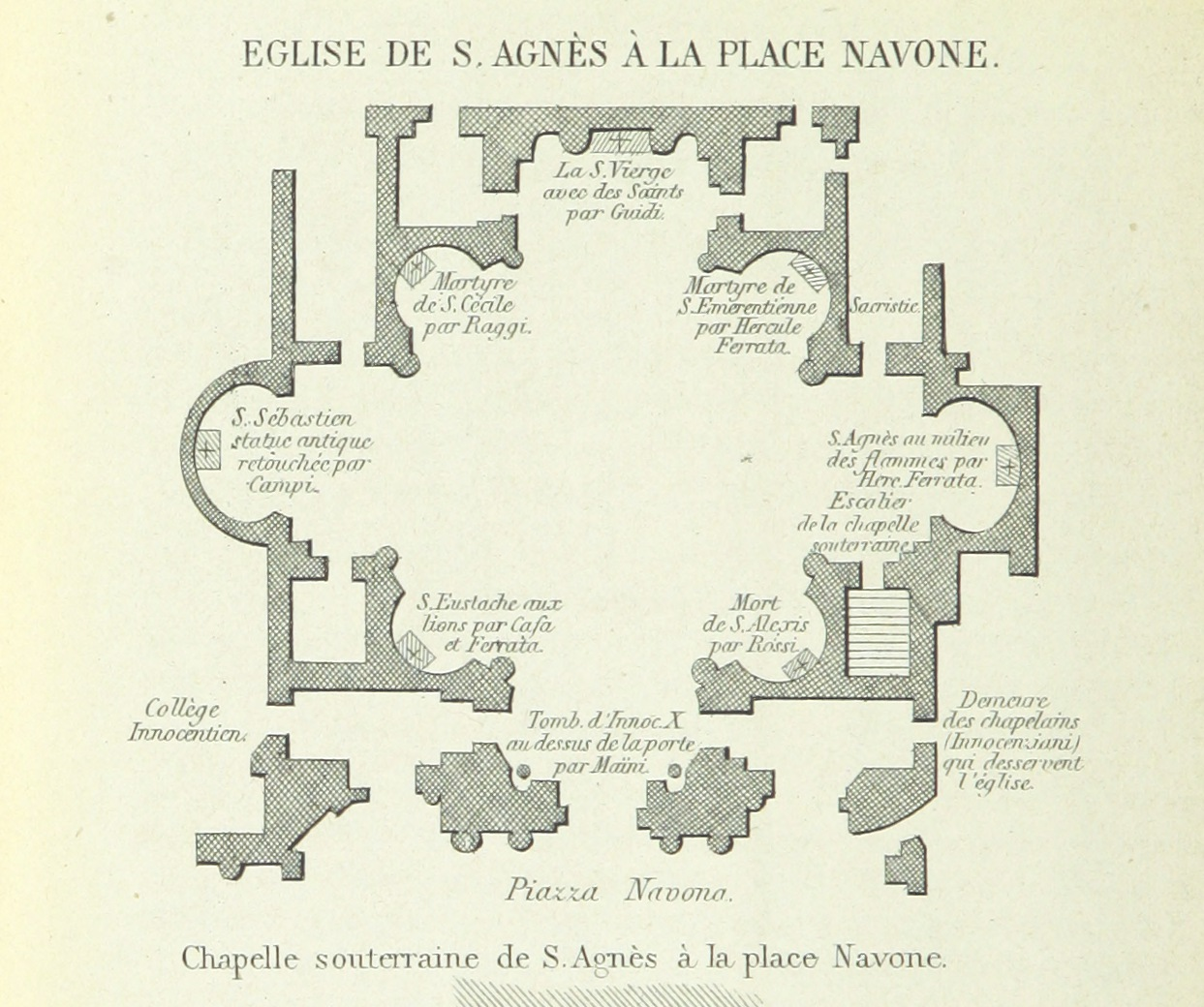
Grondplan van de kerk.

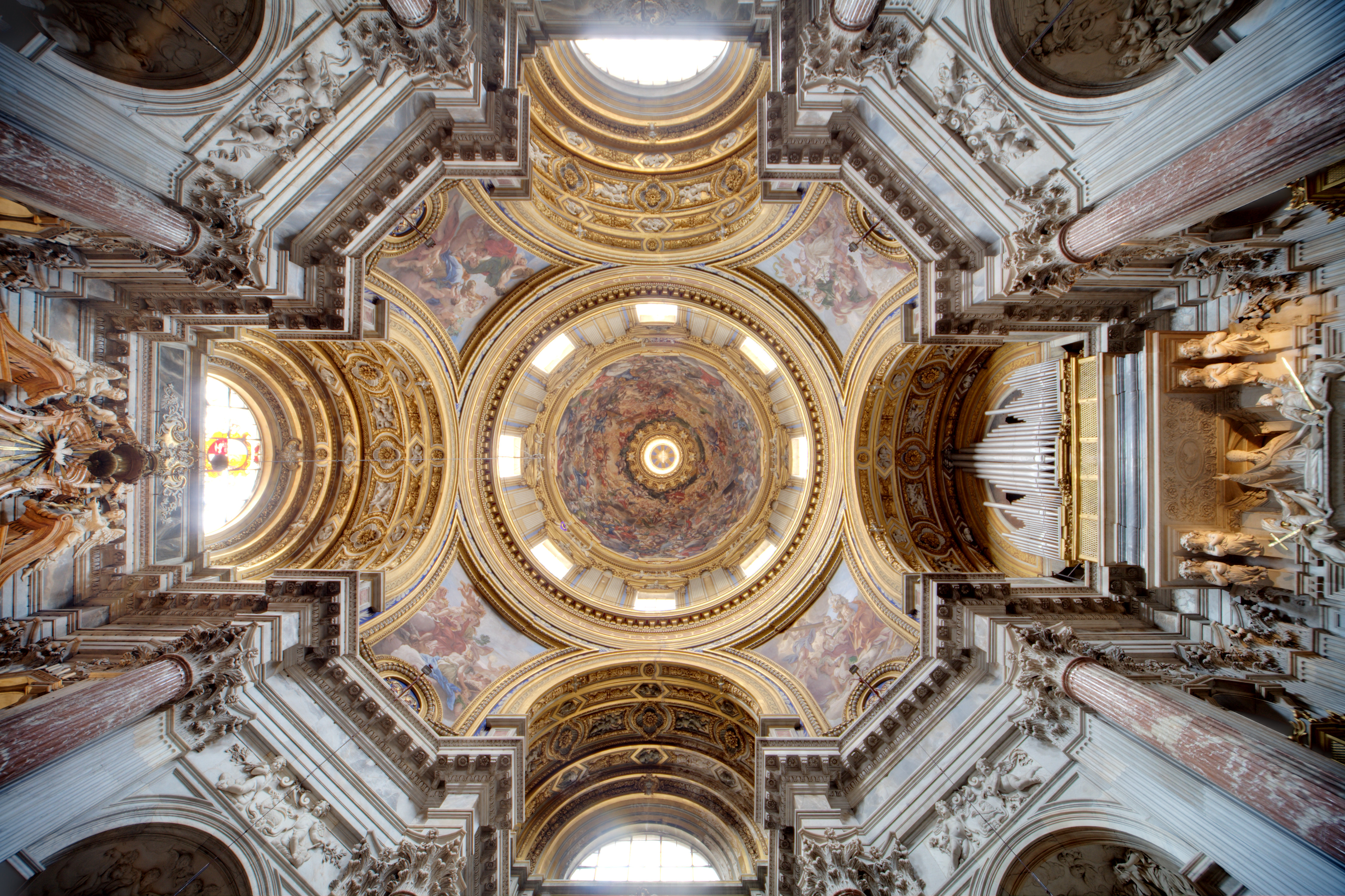
De koepel en pendentieven.

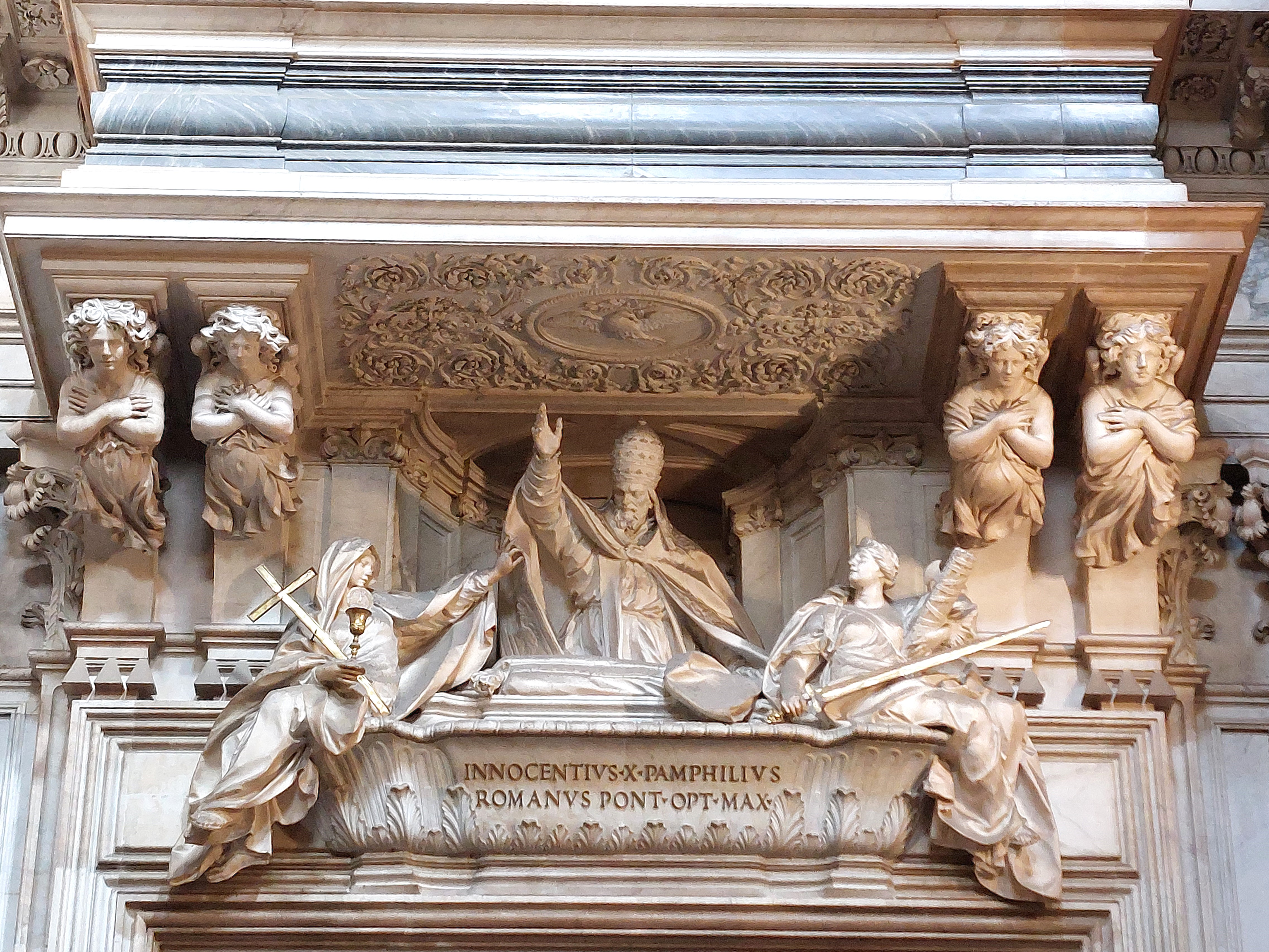
Grafmonument van Innocentius X.

Het grondplan heeft nagenoeg de vorm van een Grieks kruis, zij het dat de armen op de lengte-as (van ingang naar hoofdaltaar) iets korter zijn dan die op de dwars-as. De lengte-as is immers beperkt door de korte afstand tussen Piazza Navona en Via Santa Maria dell'Anima. 
Tegelijk is deze kerk een koepelkerk: het ruime schip is volledig overdekt door de koepelstructuur. Dit schip is echter veel wijder dan de tamboer en de eigenlijke koepel. Dit probleem is architecturaal opgelost door de tamboer te laten rusten op wijde pendentieven.
In de armen van het gebouw zijn de belangrijkste altaren geplaatst: 
- Het hoofdaltaar staat tegenover de ingang. Het altaarreliëf is gerealiseerd door Domenico Guidi en dateert uit 1688. Het stelt de Heilige Familie voor (Maria, Jezus en Jozef) op bezoek bij Maria's nicht Elisabeth, diens echtgenoot Zacharias en hun kind Johannes de Doper. De omkadering ervan met vier zuilen van groen marmer dateert uit 1720.
- Het altaar in de linker zijarm is gewijd aan San Sebastiano.
- De rechter zijarm is gewijd aan Sant'Agnese. Haar altaar neemt dus niet de plaats van het hoofdaltaar in, omdat men het wilde localiseren boven de crypte en de plaats waar zij zou gedood zijn. Het cultusbeeld is ontworpen door Bernini en uitgevoerd door Ettore Ferrata. De omkadering in marmer van verschillende kleuren creëert een verrassend diepte-effect. Rechts van dit altaar is de ingang naar de crypte.

De hoeken tussen de vier armen zijn afgeschuind; ook daar zijn altaren opgericht in nissen. Rechts van het hoofdaltaar is dat van Santa Emerenziana, links dat van Santa Cecilia. Naast de ingang bevindt zich (kijkend naar de ingang) rechts het altaar gewijd aan Sant'Eustachio, links dat aan Sant'Alessio. 
De gebruikte bouwmaterialen stralen een exuberante rijkdom uit: veelkleurig marmer, stucwerk, verguldsel. Ook deze weelde is typerend voor de barok.  
De decoratie van het interieur bestaat vooral uit marmeren sculpturen, waarvan de hoogreliëfs boven de 7 altaren de belangrijkste zijn. De koepel en pendentieven zijn beschilderd. In de fresco's op de pendentieven heeft Giovan Battista Gaulli (bijgenaamd Baciccio) in 1665 de vier kardinale deugden voorgesteld: Voorzichtigheid/Wijsheid, Rechtvaardigheid, Kracht/Moed en Matiging. Het koepelfresco uit1689 van Ciro Ferri stelt de Glorie van het Paradijs voor, waarin de heiligen opstijgen naar het Licht. 
Boven de ingang is het grafmonument van Innocentius X, de paus die de opdracht tot de bouw van deze kerk had gegeven. Zijn bovenlichaam is in een zegenend gebaar voorgesteld boven de sarcofaag. Dit werk dateert uit 1729 en is een cenotaaf, aangezien de paus evenals andere leden van de familie Pamphilj is bijgezet in een begraafplaats onder deze kerk; deze begraafplaats bevindt zich aan de westzijde en loopt evenwijdig met de Via di Santa Maria dell'Anima.

### Orgel
Het orgel, waarvan slechts de zichtbare, massieve frontpijpen overgebleven zijn, is in 1673 gebouwd door de Limburgse orgelbouwer Willem Hermans. Het orgel zou twee manualen, een pedaal en een 35-tal registers gehad hebben. Het huidige orgel werd in 1914 gemaakt door de Duitse familie van orgelbouwers Walcker, die delen van het oorspronkelijke orgel hebben verwerkt in het nieuwe.

### Crypte

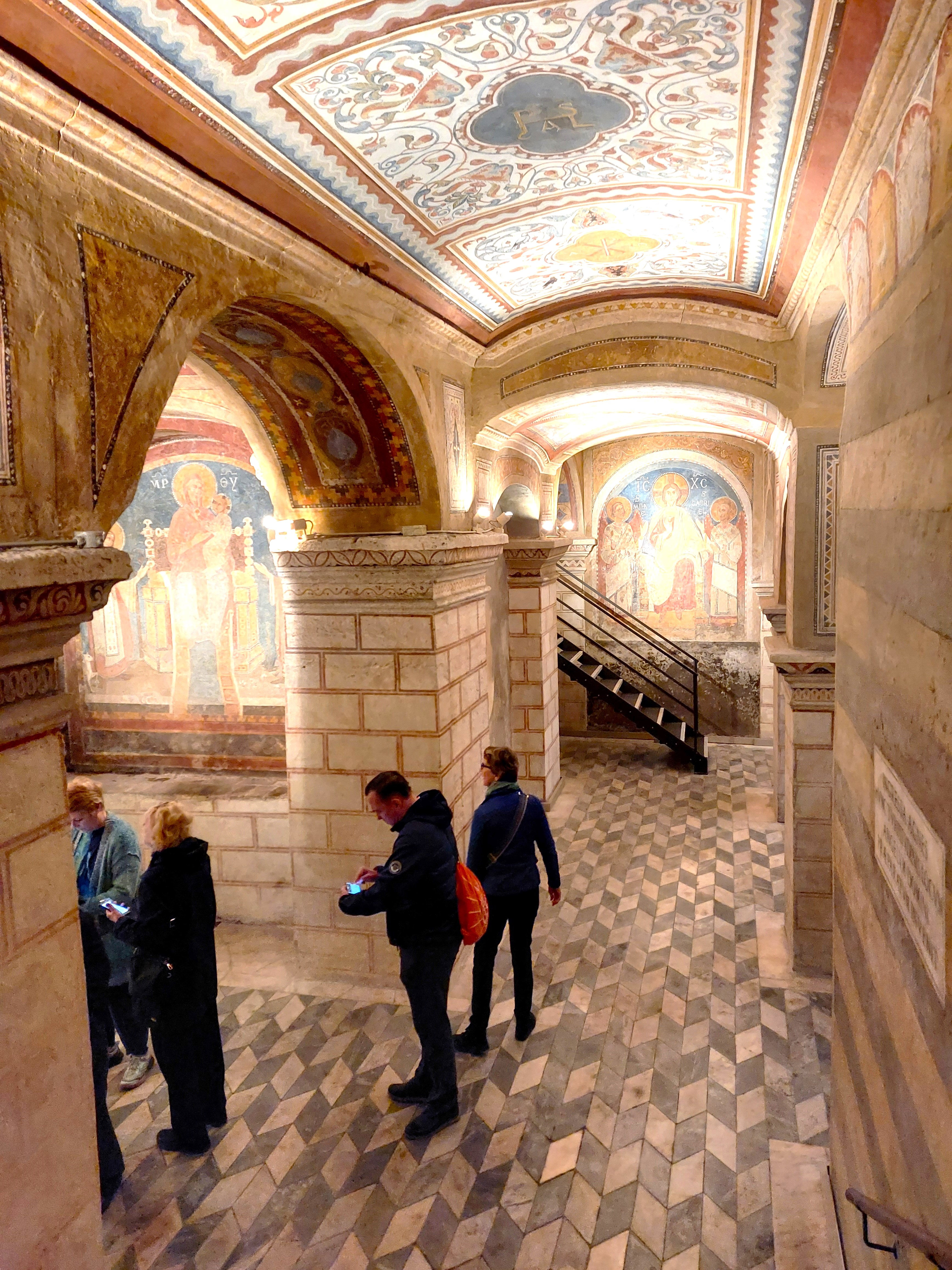
Deambulatorium van de crypte.

Rechts van het altaar van Sant'Agnese is de trap die naar de onderliggende crypte voert.  In de eerste ruimte van de crypte, het zogenaamde deambulatorium, is een reliëf van Alessandro Algardi uit 1653 te zien dat Agnes voorstelt die door Romeinse soldaten naar de martelplaats wordt geleid. Daar tegenover kopieert een opschrift de verzen die de legende verhalen van de wonderlijke haargroei op het ogenblik dat Agnes van haar kleren wordt ontdaan. Het oudste gedeelte van de crypte is het oratorium dat in de vroege middeleeuwen werd ingericht op de plaats waar men aannam dat Agnes werd gedood.
De decoraties hebben vaak te lijden gehad onder vochtproblemen. In 2023 werd het grootste gedeelte van de crypte gerestaureerd, en begin 2024 werd dit gedeelte van de kerk opnieuw opengesteld voor bezoek.

## Titeldiakonie
De kerk was van 1517 tot 1654 een titelkerk. In 1998 werd de kerk als titeldiakonie ingesteld.

### Titularissen
- 1998-2013: Lorenzo Antonetti (2008-2013 pro hac vice titelkerk).
- 2014-heden: Gerhard Ludwig Müller

## Wetenswaardigheden
- Van het Griekse woord  agoon (wedstrijd) zijn behalve de namen Sant'Agnese in Agone en Piazza Navona ook in westerse moderne talen woorden afgeleid, zoals het Engelse agony (doodsstrijd; ondraaglijke pijn) en het Nederlandse agonie (doodsstrijd).
- Zoals de wet voorschreef werd Agnes buiten de stad begraven, meer bepaald in de catacomben waarop later de basiliek Sant'Agnese fuori le Mura verrees, 5 kilometer ten oosten van Piazza Navona.
- Vlak voor de kerk ligt de fontein La Fontana dei Quattro Fiumi, ontworpen door Bernini. Volgens de stadslegende zou Bernini deze zo geplaatst hebben dat de god die de Rio de la Plata uitbeeldt, zich afkeert van de Sant'Agnese omdat die gebouwd werd door zijn grootste rivaal, Borromini. Deze legende is echter gemakkelijk te weerleggen met de chronologie: de fontein werd reeds in 1651 gebouwd, dus vóór de kerk. Desondanks illustreert ze wel op een treffende manier de concurrentiestrijd tussen Bernini en Borromini.

## Galerij

### Interieur van de kerk

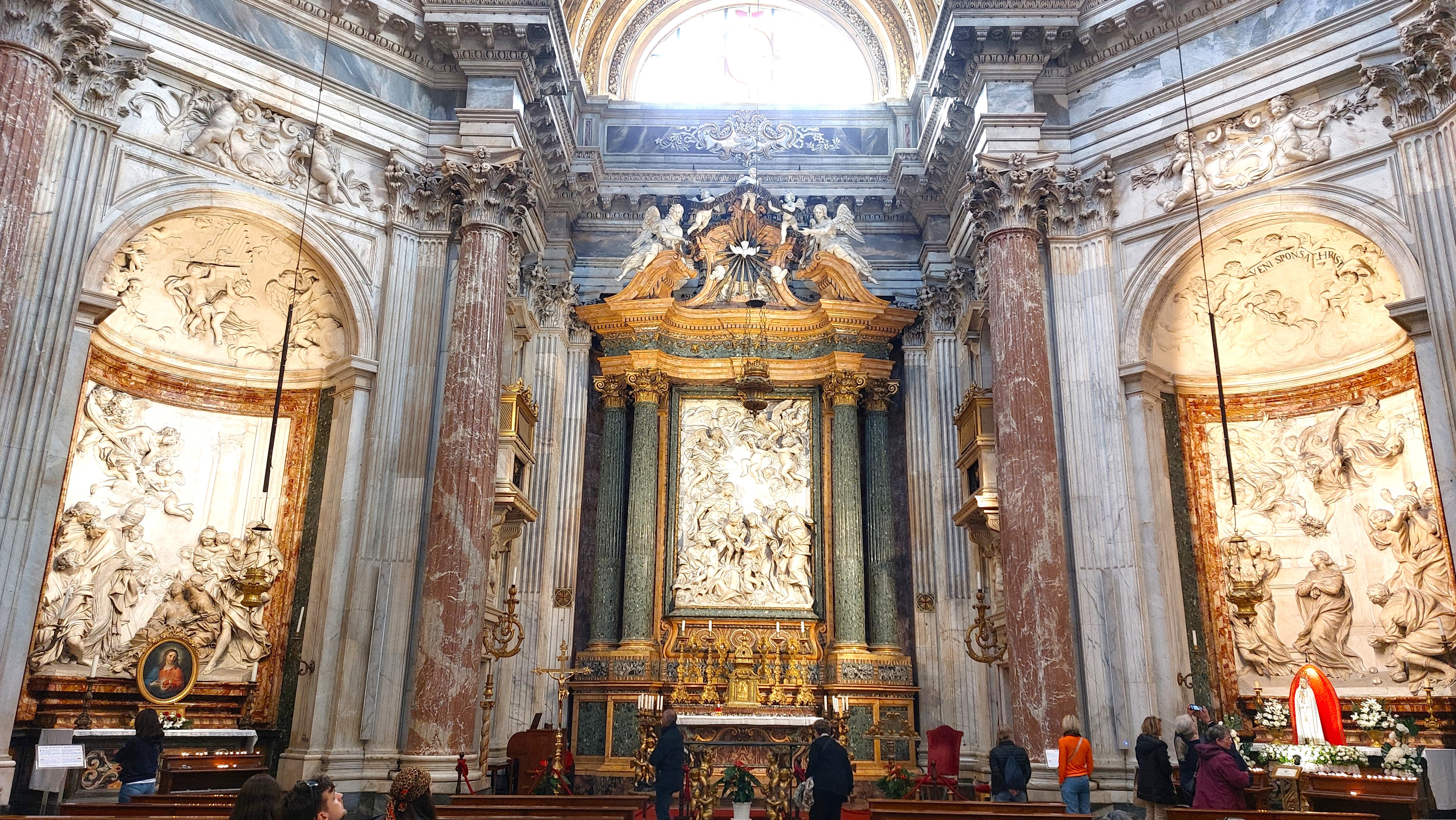
Het hoofdaltaar tussen de altaren van Santa Cecilia en Santa Emerenziana.
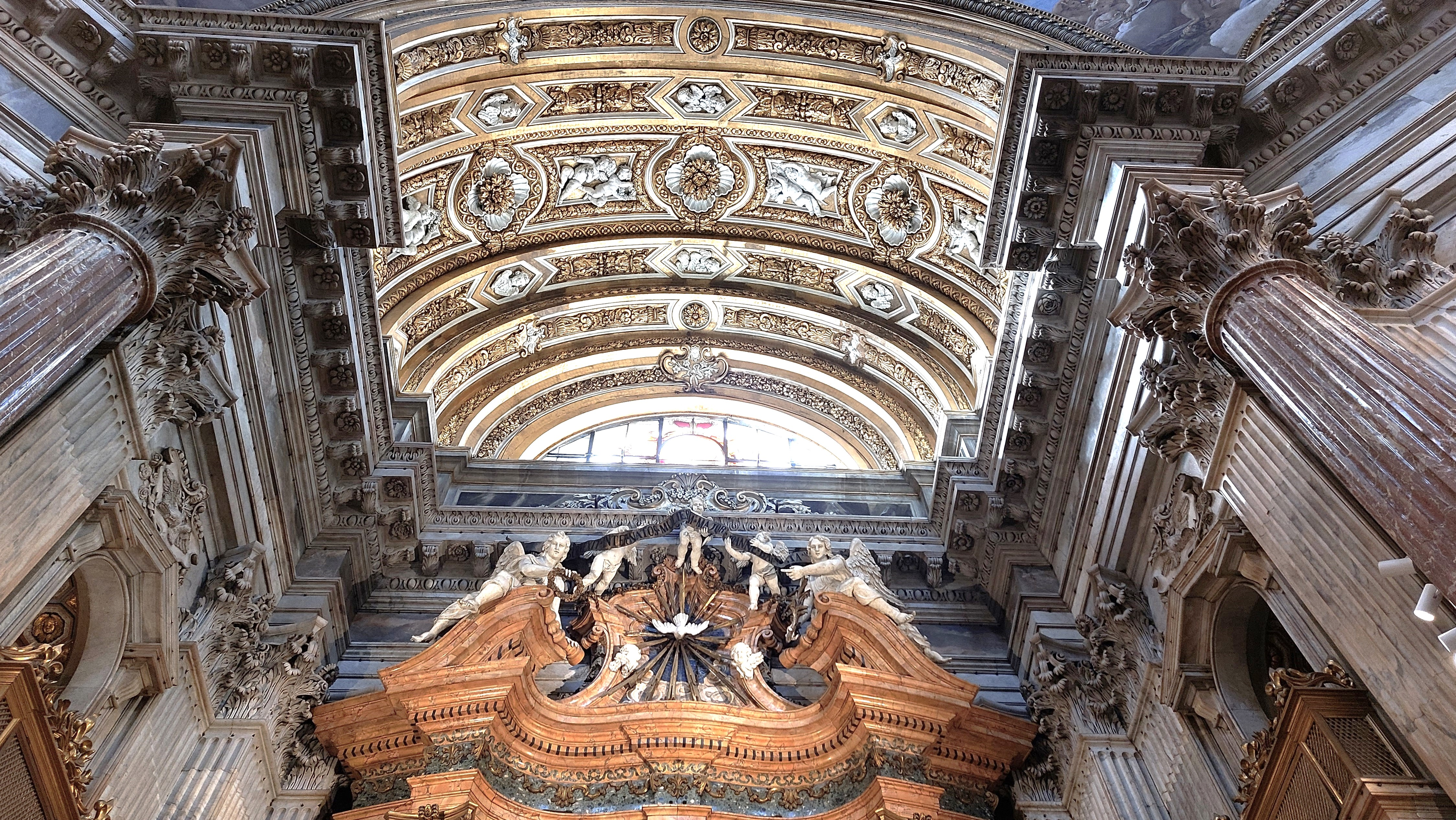
Bovenbouw van het hoofdaltaar.
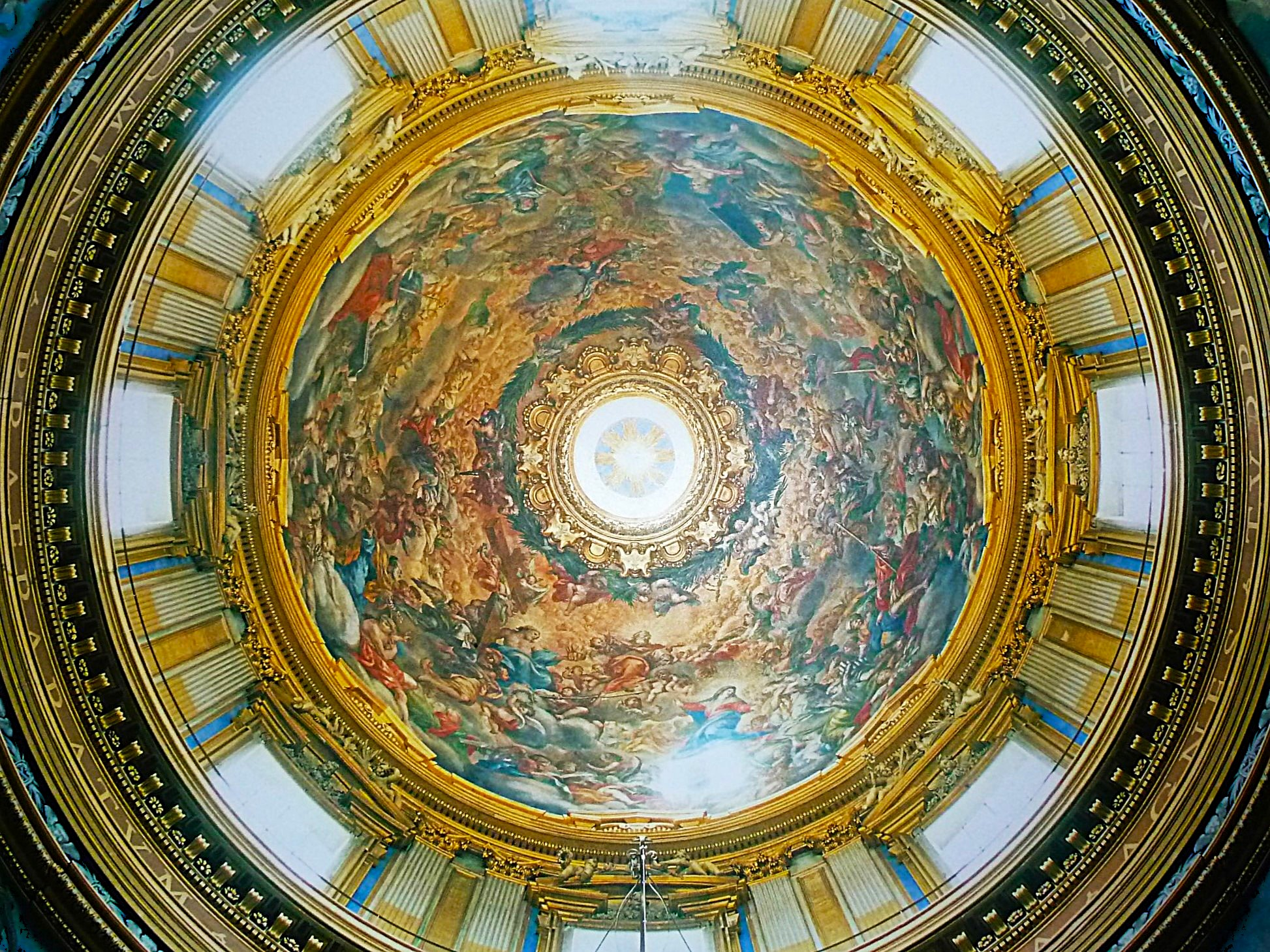
Fresco van de koepel.

### Crypte

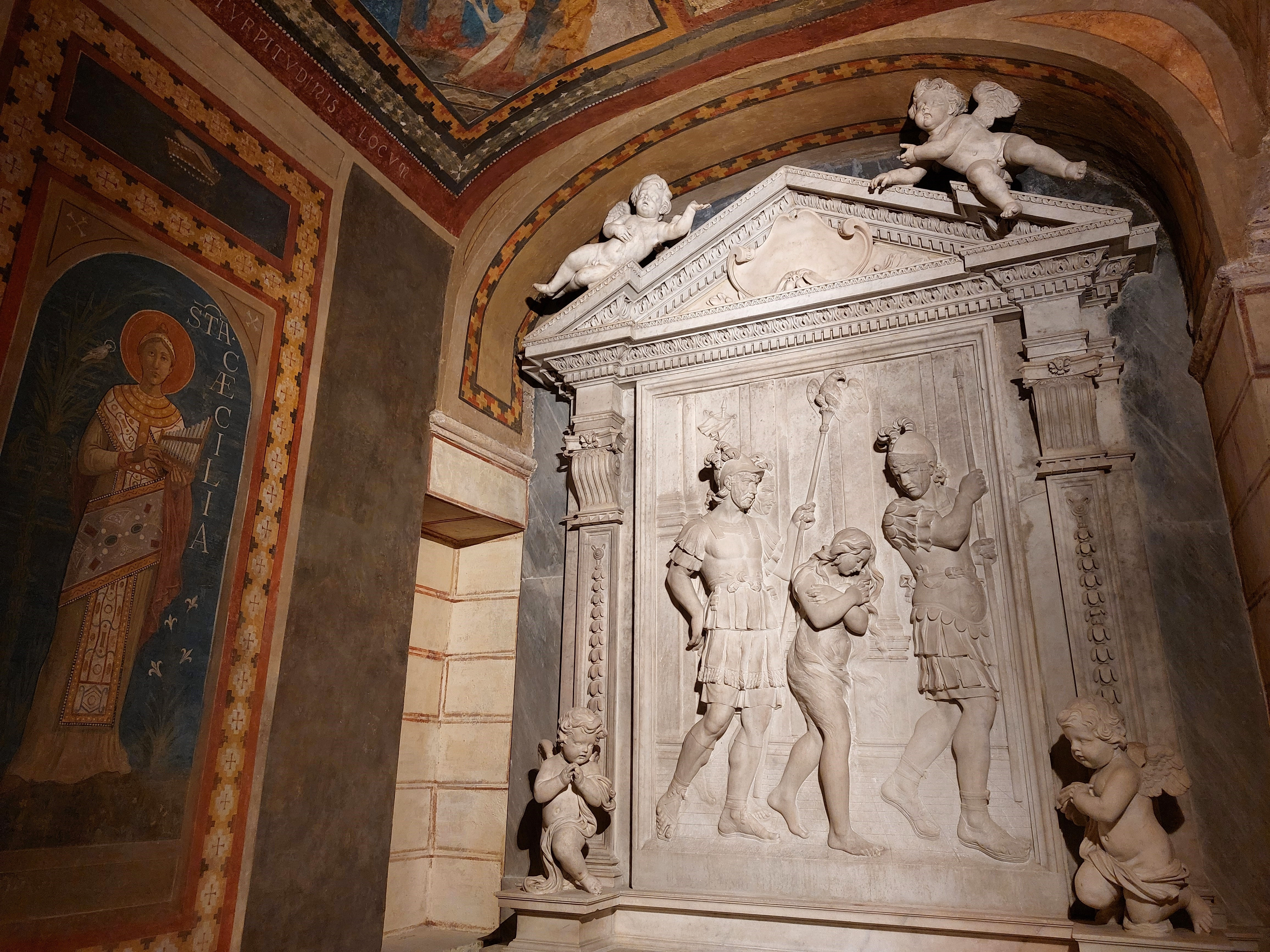
Reliëf (1653): Agnes naar de martelplaats geleid.
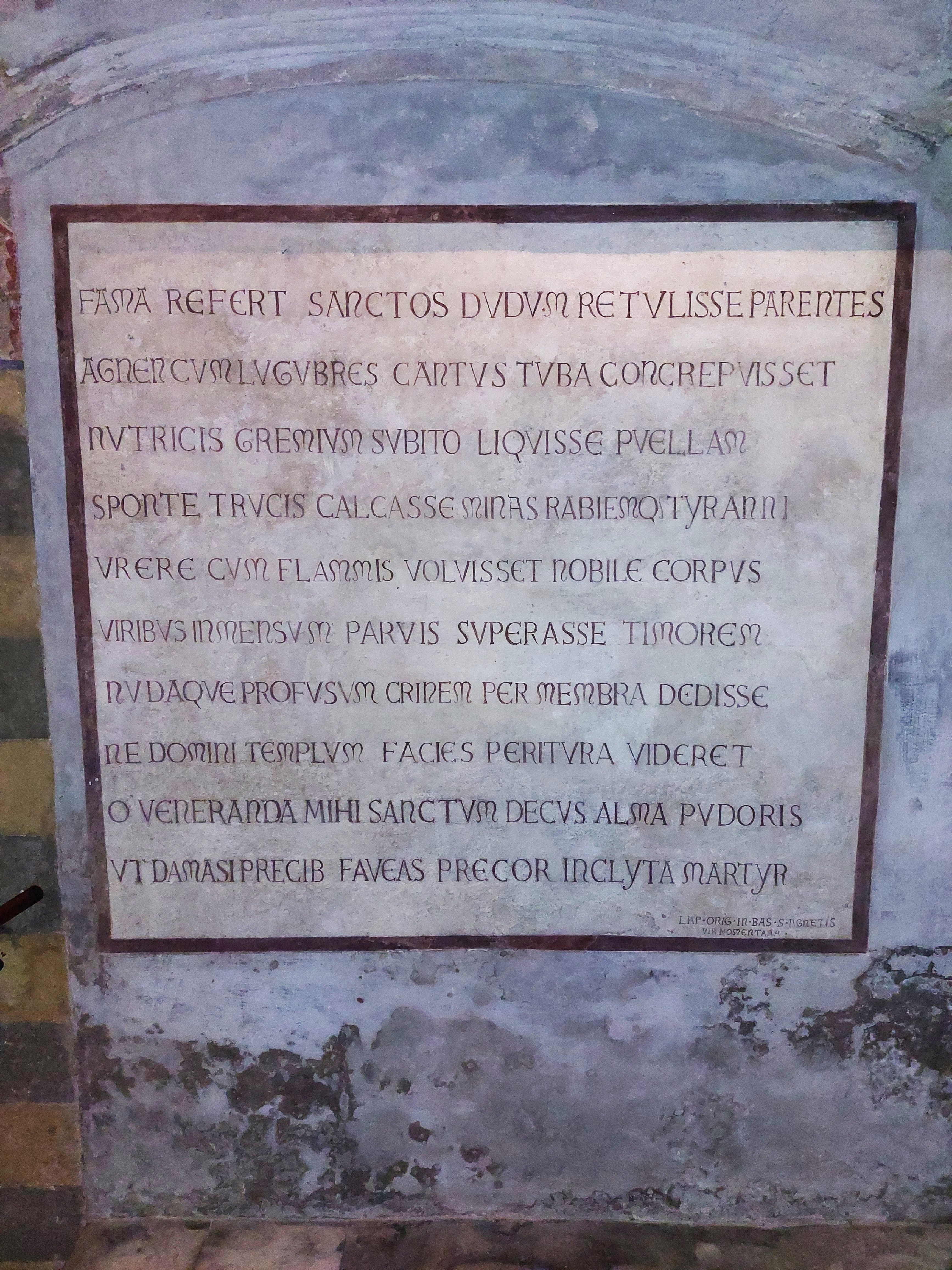
Kopie van het opschrift van paus Damasus.
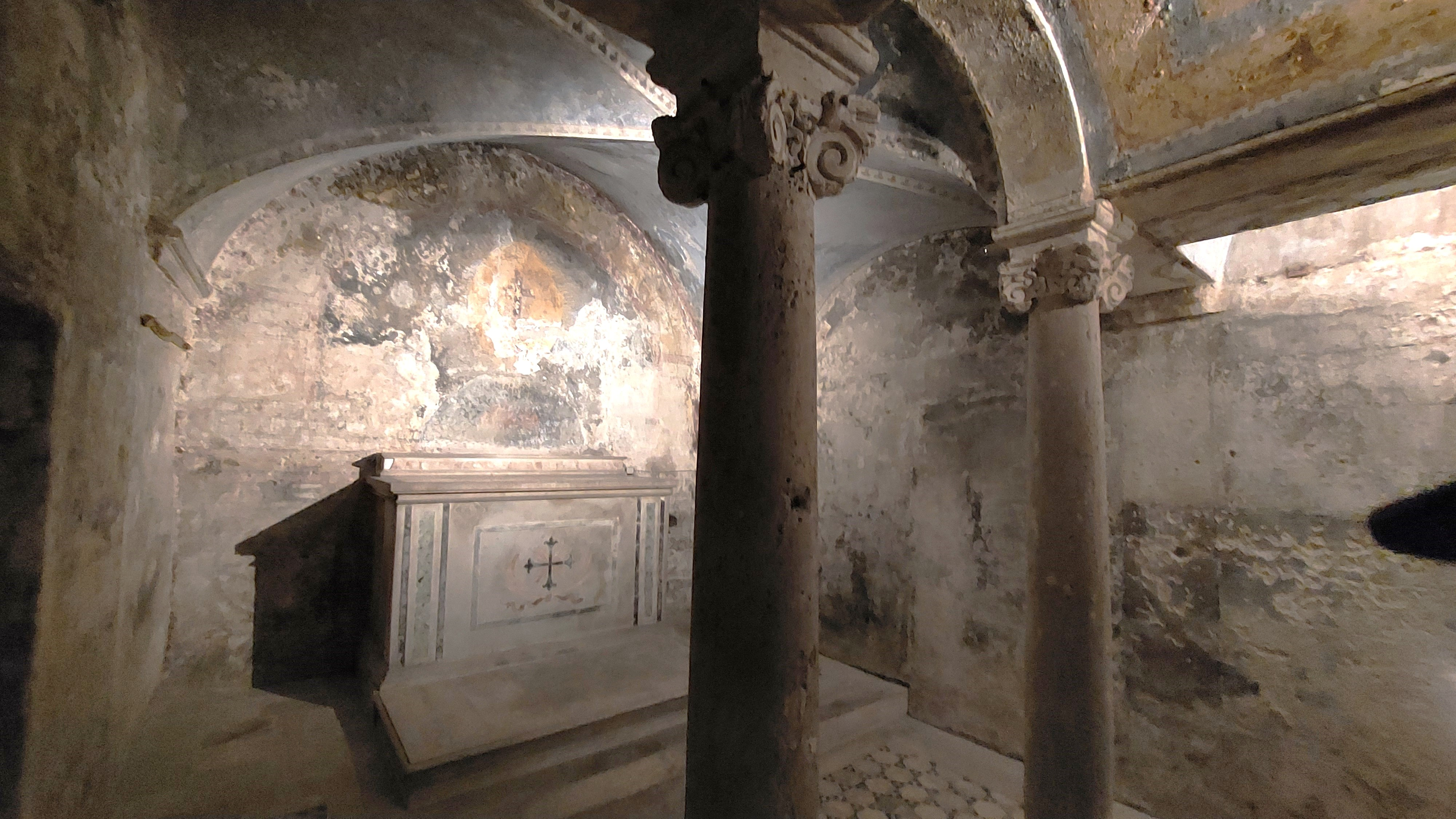
Kapel op de plaats van de marteling.
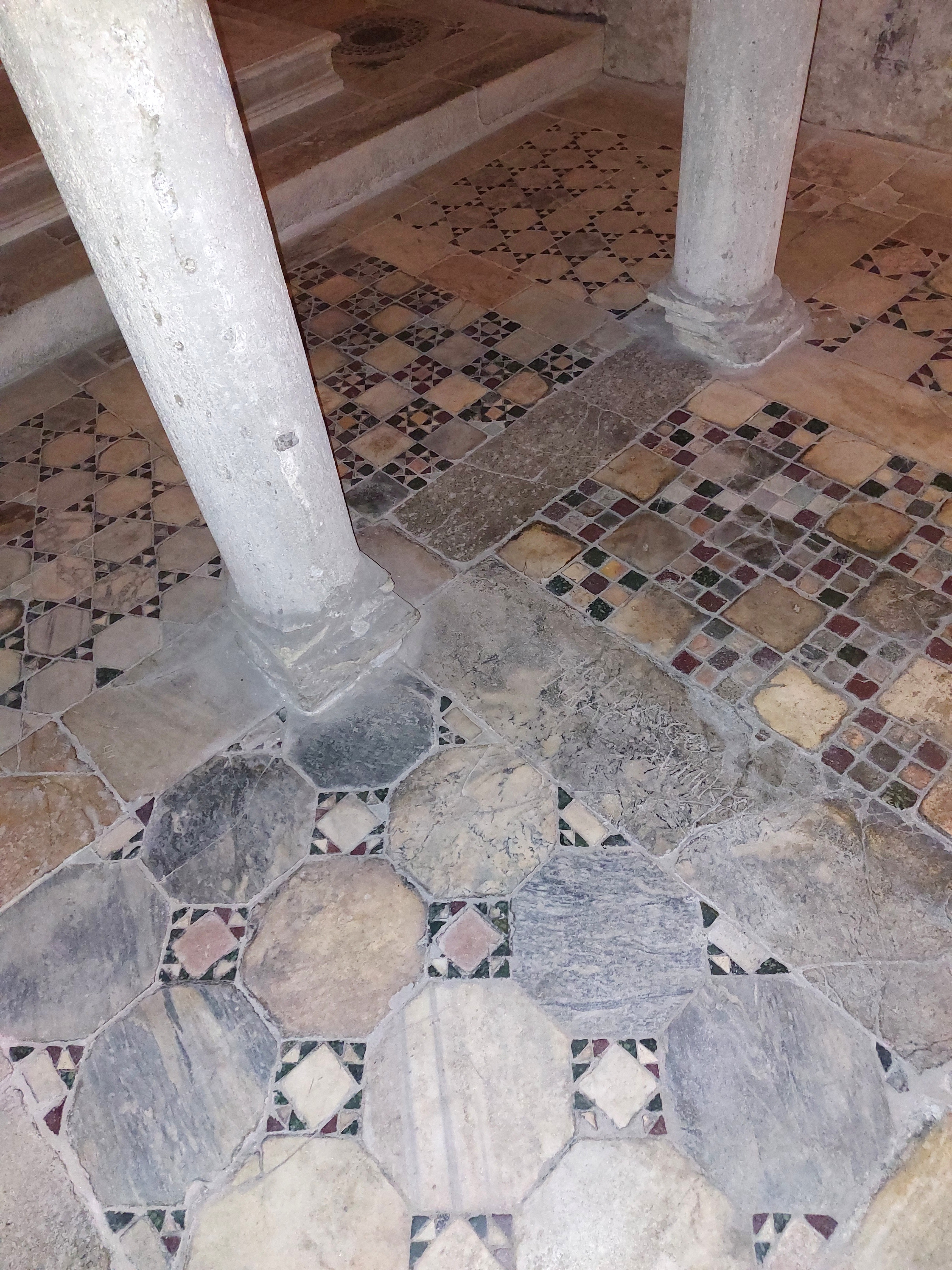
Bevloering in vroege Cosmatenstijl (12de eeuw).

## Geraadpleegde informatie
- (it) Touring club italiano. (1993). Roma. Il Touring club, Milano. ISBN 88-365-0508-2. p. 365.
- "Sant'Agnese in Agone", door Chris Nyborg.
- "Sant'Agnese in Agone", website van de kerk.

Sant'Agnese fuori le mura · 
Sant'Agnese in Agone · 
Sant'Agostino · 
Sant'Alberto Magno · 
Basilica di Santa Anastasia · 
Sant'Andrea al Quirinale · 
Sant'Andrea delle Fratte · 
Sant'Andrea della Valle · 
Sant'Andrea in Via Flaminia · 
Sant'Angela Merici · 
Santi Angeli Custodi a Città Giardino · 
Sant'Anselmo all'Aventino · 
Sant'Antonio da Padova all'Esquilino · 
Sant'Antonio da Padova in Via Tuscolana · 
Sant’Antonio di Padova a Circonvallazione Appia · 
Sant'Antonio in Campo Marzio · 
Sant'Apollinare alle Terme Neroniane-Alessandrine · 
Sant'Atanasio · 
Sant'Atanasio a Via Tiburtina · 
Santi Aquila e Priscilla · 
Santa Balbina · 
San Bernardo alle Terme · 
Santi Bonifacio e Alessio · 
San Callisto · 
San Camillo de Lellis · 
San Carlo ai Catinari · 
San Carlo al Corso · 
Basiliek van Santa Cecilia in Trastevere · 
San Cesareo in Palatio · 
Santa Chiara a Vigna Clara · 
San Clemente · 
San Corbiniano · 
Santi Cosma e Damiano in Via Sacra · 
San Crisogono · 
Santa Croce in Gerusalemme · 
Santa Croce in Via Flaminia · 
Sacro Cuore di Cristo Re · 
Sacro Cuore di Gesù · 
Sacro Cuore di Gesù agonizzante a Vitinia · 
Dio Padre Misericordioso · 
Santi XII Apostoli · 
San Domenico di Guzman · 
Santi Domenico e Sisto · 
Sant'Elena fuori Porta Prenestina · 
Sant'Eligio dei Ferrari · 
Sant'Emerenziana a Tor Fiorenza · 
Sant'Eugenio · 
Sant'Eusebio · 
Santi Fabiano e Venanzio a Villa Fiorelli · 
San Felice da Cantalice a Centocelle · 
Santa Francesca Romana · 
San Francesco a Ripa · 
San Francesco di Paola ai Monti · 
Friezenkerk · 
San Frumenzio ai Prati Fiscali · 
Il Gesù · 
Gesù Divino Lavoratore · 
San Giacomo in Augusta · 
San Gioacchino ai Prati di Castello · 
Santi Gioacchino e Anna al Tuscolano · 
San Giovanni a Porta Latina · 
San Giovanni Bosco in via Tuscolana · 
San Giovanni Crisostomo a Monte Sacro Alto · 
San Giovanni dei Fiorentini · 
Santi Giovanni e Paolo · 
Santi Giovanni Evangelista e Petronio · 
San Giovanni Maria Vianney · 
San Girolamo dei Croati · 
San Giuliano Martire · 
San Giustino · 
Gran Madre di Dio · 
San Gregorio Magno al Celio · 
San Gregorio Magno alla Magliana Nuova · 
San Gregorio VII · 
Sant'Ignazio · 
Sint-Jan van Lateranen · 
Sint-Juliaan-der-Vlamingen · 
San Leonardo da Porto Maurizio · 
San Leone I · 
San Liborio · 
San Lorenzo in Damaso ·  
San Lorenzo in Lucina · 
San Lorenzo in Panisperna · 
San Luca a Via Prenestina · 
San Luigi dei Francesi · 
Santuario della Madonna del Divino Amore · 
Madonna dell'Archetto - 
Santi Marcellino e Pietro · 
San Marcello al Corso · 
San Marco · 
Santa Maria ai Monti · 
Santa Maria Ausiliatrice in Via Tuscolana · 
Santa Maria Consolatrice al Tiburtino · 
Santa Maria degli Angeli e dei Martiri · 
Santa Maria dei Miracoli en Santa Maria in Montesanto · 
Santa Maria dell'Anima · 
Santa Maria della Pace · 
Santa Maria della Salute a Primavalle · 
Santa Maria della Scala · 
Santa Maria della Vittoria · 
Santa Maria delle Grazie a Via Trionfale · 
Santa Maria del Popolo · 
Santa Maria del Suffragio · 
Santa Maria di Monserrato · 
Santa Maria Domenica Mazzarello · 
Santa Maria Goretti · 
Santa Maria Immacolata a Grottarossa · 
Santa Maria in Aquiro · 
Santa Maria in Aracoeli · 
Santa Maria in Campitelli · 
Santa Maria in Cappella · 
Santa Maria in Domnica · 
Santa Maria in Transpontina · 
Santa Maria in Trastevere · 
Santa Maria in Trivio · 
Santa Maria in Vallicella · 
Santa Maria in Via · 
Santa Maria in Via Lata · 
Santa Maria Liberatrice a Monte Testaccio · 
Santa Maria Madre della Providenza a Monte Verde · 
Santa Maria Madre del Redentore a Tor Bella Monaca · 
Basiliek van Santa Maria Maggiore · 
Santa Maria Regina degli Apostoli alla Montagnola · 
Santa Maria Regina Mundi a Torre Spaccata · 
Santa Maria sopra Minerva · 
Santa Beata Maria Vergine Addolorata a piazza Buenos Aires · 
San Martino ai Monti · 
Natività di Nostro Signore Gesù Cristo a Via Gallia · 
Santi Nereo e Achilleo · 
San Nicola in Carcere · 
Santissimo Nome di Maria al Foro Traiano · 
Nostra Signora del Sacro Cuore · 
Ognissanti in Via Appia Nuova · 
Sant'Onofrio · 
Sint-Pancratiusbasiliek · 
Pantheon (Rome) · 
San Patrizio ·
Sint-Anna in Lateranen ·
Sint-Paulus buiten de Muren · 
Sint-Pietersbasiliek · 
Santi Pietro e Paolo a Via Ostiense · 
San Pietro in Montorio · 
San Pietro in Vincoli · 
Santa Prassede · 
Preziosissimo Sangue di Nostro Signore Gesù Cristo · 
Santa Prisca · 
Santa Pudenziana · 
Santi Quattro Coronati · 
Santi Quirico e Giulitta · 
Santissimo Redentore e Sant'Alfonso in Via Merulana · 
Santa Sabina · 
San Salvatore in Lauro · 
Sint-Sebastiaan buiten de Muren · 
San Silvestro in Capite · 
Santi Simone e Giuda Taddeo a Torre Angela · 
Sixtijnse Kapel · 
Santa Sofia a Via Boccea · 
Santa Susanna · 
Tempietto van San Pietro in Montorio · 
Santa Teresa al Corso d’Italia · 
Trinità dei Monti · 
Sant’Ugo · 
Beata Vergine Maria del Monte Carmelo a Mostacciano · 
Basilica di San Vitale